# Filmjahr 2001
Liste der Filmjahre

◄◄ | ◄ | 1997 | 1998 | 1999 | 2000 | Filmjahr 2001 | 2002 | 2003 | 2004 | 2005 | ► | ►►

Weitere Ereignisse

## Ereignisse
- 1. Mai: Dieter Kosslick wird neuer Leiter der Berlinale.
- Die Sieger der Bravo Otto Leserwahl 2001:
  - Kategorie männlicher Filmstar: Gold Josh Hartnett, Silber Daniel Radcliffe, Bronze Michael Herbig
  - Kategorie weiblicher Filmstar: Gold Julia Roberts, Silber Jennifer Lopez, Bronze Sandra Bullock

- Herbst: In Österreich wird die Amour Fou Filmproduktion gegründet.

## Top 10 der erfolgreichsten Filme

### In Deutschland
Die zehn erfolgreichsten Filme an den deutschen Kinokassen nach Besucherzahlen (Stand: 28. August 2011):
| Platz | Filmtitel                                | Besucher   |
| ----- | ---------------------------------------- | ---------- |
| 1.    | Harry Potter und der Stein der Weisen    | 12.565.007 |
| 2.    | Der Herr der Ringe: Die Gefährten        | 11.833.420 |
| 3.    | Der Schuh des Manitu                     | 11.721.499 |
| 4.    | Was Frauen wollen                        | 6.483.589  |
| 5.    | American Pie 2                           | 5.818.102  |
| 6.    | Cast Away – Verschollen                  | 4.950.894  |
| 7.    | Pearl Harbor                             | 4.631.404  |
| 8.    | Bridget Jones – Schokolade zum Frühstück | 4.290.812  |
| 9.    | Die Mumie kehrt zurück                   | 4.091.361  |
| 10.   | Shrek – Der tollkühne Held               | 3.640.183  |

### In den Vereinigten Staaten
Die zehn erfolgreichsten Filme an den US-amerikanischen Kinokassen nach Einspielergebnis in US-Dollar (Stand: 28. August 2011):
| Platz | Filmtitel                             | Einnahmen     |
| ----- | ------------------------------------- | ------------- |
| 1.    | Harry Potter und der Stein der Weisen | $ 317.575.550 |
| 2.    | Der Herr der Ringe: Die Gefährten     | $ 313.364.114 |
| 3.    | Shrek – Der tollkühne Held            | $ 267.665.011 |
| 4.    | Die Monster AG                        | $ 255.873.250 |
| 5.    | Rush Hour 2                           | $ 226.164.286 |
| 6.    | Die Mumie kehrt zurück                | $ 202.019.785 |
| 7.    | Pearl Harbor                          | $ 198.542.554 |
| 8.    | Ocean’s Eleven                        | $ 183.417.150 |
| 9.    | Jurassic Park III                     | $ 181.171.875 |
| 10.   | Planet der Affen                      | $ 180.011.740 |

### Weltweit
Die zehn weltweit erfolgreichsten Filme nach Einspielergebnis in US-Dollar (Stand: 28. August 2011):
| Platz | Filmtitel                             | Einnahmen     |
| ----- | ------------------------------------- | ------------- |
| 1.    | Harry Potter und der Stein der Weisen | $ 974.755.371 |
| 2.    | Der Herr der Ringe: Die Gefährten     | $ 870.761.744 |
| 3.    | Die Monster AG                        | $ 525.366.597 |
| 4.    | Shrek – Der tollkühne Held            | $ 484.409.218 |
| 5.    | Ocean’s Eleven                        | $ 450.717.150 |
| 6.    | Pearl Harbor                          | $ 449.220.945 |
| 7.    | Die Mumie kehrt zurück                | $ 433.013.274 |
| 8.    | Jurassic Park III                     | $ 368.780.809 |
| 9.    | Planet der Affen                      | $ 362.211.740 |
| 10.   | Hannibal                              | $ 351.692.268 |

## Filmpreise

### Berlinale
- Bester Film: Intimacy (Regie: Patrice Chéreau, Frankreich)
- Großer Preis der Jury: Beijing Bicycle von Wang Xiaoshuai
- Beste Regie: Cheng-sheng Lin für Feuerrote Blüten (Taiwan)
- Bester Hauptdarsteller: Benicio del Toro für Traffic – Macht des Kartells (Regie: Steven Soderbergh, USA)
- Beste Hauptdarstellerin: Kerry Fox für Intimacy (Regie: Patrice Chéreau, Frankreich)

Vollständige Liste der Preisträger

### Cannes
- Goldene Palme: Das Zimmer meines Sohnes (Regie: Nanni Moretti, Italien)
- Großer Preis der Jury: Die Klavierspielerin von Michael Haneke (Frankreich)
- Bester Hauptdarsteller: Benoît Magimel für Die Klavierspielerin
- Beste Hauptdarstellerin: Isabelle Huppert für Die Klavierspielerin

Vollständige Liste der Preisträger

### Venedig
- Goldener Löwe: Monsoon Wedding (Regie: Mira Nair, Indien)
- Großer Spezialpreis der Jury: Hundstage von Ulrich Seidl (Österreich)
- Bester Hauptdarsteller: Luigi Lo Cascio für Luce dei miei occhi (Regie: Giuseppe Piccioni, Italien)
- Beste Hauptdarstellerin: Sandra Ceccarelli für Luce dei miei occhi (Regie: Giuseppe Piccioni, Italien)

Vollständige Liste der Preisträger

### Europäischer Filmpreis
- Bester Film: Die fabelhafte Welt der Amélie (Regie: Jean-Pierre Jeunet, Deutschland, Frankreich)
- Bester Regisseur: Jean-Pierre Jeunet für Die fabelhafte Welt der Amélie
- Bester Hauptdarsteller: Ben Kingsley für Sexy Beast (Regie: Jonathan Glazer, GB, Spanien)
- Beste Hauptdarstellerin: Isabelle Huppert für Die Klavierspielerin

Vollständige Liste der Preisträger

### Oscar
- Bester Film: Gladiator (Regie: Ridley Scott, GB, USA)
- Bester Regisseur: Steven Soderbergh für Traffic – Macht des Kartells
- Bester Hauptdarsteller: Russell Crowe für Gladiator
- Beste Hauptdarstellerin: Julia Roberts für Erin Brockovich (Regie: Steven Soderbergh, USA)
- Bester fremdsprachiger Film: Tiger and Dragon (Regie: Ang Lee)

Vollständige Liste der Preisträger

### Golden Globe Awards
- Bester Film (Drama): Gladiator
- Bester Film (Komödie/Musical): Almost Famous – Fast berühmt
- Bester Regisseur: Ang Lee für Tiger and Dragon
- Beste Hauptdarstellerin (Drama): Julia Roberts für Erin Brockovich
- Beste Hauptdarstellerin (Komödie/Musical): Renée Zellweger für Nurse Betty
- Bester Hauptdarsteller (Drama): Tom Hanks für Cast Away – Verschollen
- Bester Hauptdarsteller (Komödie/Musical): George Clooney für O Brother, Where Art Thou? – Eine Mississippi-Odyssee
- Beste Nebendarstellerin: Kate Hudson für Almost Famous – Fast berühmt
- Bester Nebendarsteller: Benicio del Toro für Traffic – Macht des Kartells
- Bester ausländischer Film: Tiger and Dragon (Regie: Ang Lee)

Vollständige Liste der Preisträger

### Deutscher Filmpreis
- Bester Film: Die innere Sicherheit (Regie: Christian Petzold, Deutschland)
- Bester Regisseur: Esther Gronenborn für alaska.de (Deutschland)
- Bester Hauptdarsteller: Moritz Bleibtreu für Das Experiment (Regie: Oliver Hirschbiegel, Deutschland)
- Beste Hauptdarstellerin: Katrin Saß für Heidi M. (Regie: Michael Klier, Deutschland)

Vollständige Liste der Preisträger

### César
- Bester Film: Lust auf Anderes (Regie: Agnès Jaoui, Frankreich)
- Bester Regisseur: Dominik Moll für Harry meint es gut mit dir (Frankreich)
- Bester Hauptdarsteller: Sergi López für Harry meint es gut mit dir
- Beste Hauptdarstellerin: Dominique Blanc für Stand-by
- Bester ausländischer Film: In the Mood for Love von Wong Kar-Wai

Vollständige Liste der Preisträger

### British Academy Film Award
- Bester Film: Gladiator (Regie: Ridley Scott, GB, USA)
- Beste Regie: Ang Lee für Tiger and Dragon
- Bester Hauptdarsteller: Jamie Bell für Billy Elliot – I Will Dance (Regie: Stephen Daldry, GB)
- Beste Hauptdarstellerin: Julia Roberts für Erin Brockovich (Regie: Steven Soderbergh, USA)
- Bester nicht-englischsprachiger Film: Tiger and Dragon von Ang Lee

Vollständige Liste der Preisträger

### Bayerischer Filmpreis
Die Verleihung des Bayerischen Filmpreises 2000 fand am 19. Januar 2001 statt.
- Beste Produktion: Vergiss Amerika und Die Einsamkeit der Krokodile
- Beste Darstellerin: Hannelore Elsner in Die Unberührbare
- Bester Darsteller: Benno Fürmann in Freunde – Keinen Bock auf Bullen
- Beste Nachwuchsdarstellerin: Fritzi Haberlandt in Kalt ist der Abendhauch
- Bester Nachwuchsdarsteller: Tom Schilling und Robert Stadlober in Crazy
- Beste Regie: Oliver Hirschbiegel für Das Experiment
- Ehrenpreis: Mario Adorf

### Sundance
- Großer Preis der Jury: Inside a Skinhead (Regie: Henry Bean, USA)
- Beste Regie (Spielfilm): Todd Field für In the Bedroom (USA)
- Beste Regie (Dokumentarfilm): Edet Belzberg für Asphaltkinder in Bukarest (USA)
- Publikumspreis (Drama): John Cameron Mitchell für Hedwig and the Angry Inch
- Bester Regisseur (Drama): John Cameron Mitchell für Hedwig and the Angry Inch

Vollständige Liste der Preisträger

### New York Film Critics Circle Award
- Bester Film: Mulholland Drive – Straße der Finsternis von David Lynch
- Beste Regie: Robert Altman für Gosford Park
- Bester Hauptdarsteller: Tom Wilkinson in In the Bedroom
- Beste Hauptdarstellerin: Sissy Spacek in In the Bedroom
- Bester Nebendarsteller: Steve Buscemi in Ghost World
- Beste Nebendarstellerin: Helen Mirren in Gosford Park
- Beste Kamera: Christopher Doyle und Pin Bing Lee für In the Mood for Love
- Bester ausländischer Film: In the Mood for Love von Wong Kar-Wai

### National Board of Review
- Bester Film: Moulin Rouge! von Baz Luhrmann
- Beste Regie: Todd Field für In the Bedroom
- Bester Hauptdarsteller: Billy Bob Thornton in Monster’s Ball, The Man Who Wasn’t There, Banditen!
- Beste Hauptdarstellerin: Halle Berry in Monster’s Ball
- Bester Nebendarsteller: Jim Broadbent in Iris und Moulin Rouge!
- Beste Nebendarstellerin: Cate Blanchett in Der Herr der Ringe: Die Gefährten, In stürmischen Zeiten, Schiffsmeldungen
- Bestes Schauspielensemble: Letzte Runde – Last Orders von Fred Schepisi
- Bester fremdsprachiger Film: Amores Perros von Alejandro González Iñárritu

### Los Angeles Film Critics Association Awards
- Bester Film: In the Bedroom von Todd Field
- Beste Regie: David Lynch für Mulholland Drive – Straße der Finsternis
- Bester Hauptdarsteller: Denzel Washington in Training Day
- Beste Hauptdarstellerin: Sissy Spacek in In the Bedroom
- Bester Nebendarsteller: Jim Broadbent in Iris und Moulin Rouge!
- Beste Nebendarstellerin: Kate Winslet in Iris
- Bester fremdsprachiger Film: No Man’s Land von Danis Tanović

### Jupiter
- Bester Film international: American Beauty von Sam Mendes
- Bester deutscher Film: Anatomie von Stefan Ruzowitzky
- Bester Regisseur international: Ridley Scott für Gladiator
- Bester deutscher Regisseur: Fatih Akın für Im Juli
- Bester Darsteller international: Kevin Spacey in American Beauty
- Bester deutscher Darsteller: Moritz Bleibtreu in Im Juli
- Beste Darstellerin international: Julia Roberts in Erin Brockovich
- Beste deutsche Darstellerin: Franka Potente in Anatomie

### Weitere Filmpreise und Auszeichnungen
- AFI Life Achievement Award: Barbra Streisand
- Amanda: Heftig und begeistert von Knut Erik Jensen (Bester norwegischer Film), Billy Elliot – I Will Dance von Stephen Daldry (Bester ausländischer Film)
- American Comedy Awards: Ben Stiller in Meine Braut, ihr Vater und ich (Lustigster Hauptdarsteller), Sandra Bullock in Miss Undercover (Lustigste Hauptdarstellerin), Fred Willard in Best in Show (Lustigster Nebendarsteller), Catherine O’Hara in Best in Show (Lustigste Nebendarstellerin)
- American Society of Cinematographers Award: Roger Deakins für The Man Who Wasn’t There
- Australian Film Institute Award: Lantana von Ray Lawrence (Bester australischer Film), Tiger and Dragon von Ang Lee (Bester ausländischer Film)
- Bodil: Die Bank von Per Fly
- British Independent Film Awards: Sexy Beast (Bester britischer Film) und In the Mood for Love (Bester fremdsprachiger Film)
- Brussels International Fantastic Film Festival: Seom – Die Insel von Kim Ki-duk
- Chlotrudis Awards: Requiem for a Dream von Darren Aronofsky
- David di Donatello: Das Zimmer meines Sohnes (Bester italienischer Film) und Lust auf Anderes (Bester ausländischer Film)
- Directors Guild of America Award: Ang Lee für Tiger and Dragon
- Ernst-Lubitsch-Preis: Elisabeth Scherer, Christel Peters und Gudrun Okras für Jetzt oder nie – Zeit ist Geld
- Evening Standard British Film Award: Topsy-Turvy – Auf den Kopf gestellt von Mike Leigh
- Festival du cinéma nordique: 101 Reykjavík von Baltasar Kormákur
- Genie Award: Maelström von Denis Villeneuve
- Gilde-Filmpreis: Chocolat – Ein kleiner Biss genügt von Lasse Hallström (Gold ausländischer Film), Der Krieger und die Kaiserin von Tom Tykwer (Gold deutscher Film), Brot und Tulpen von Silvio Soldini (Silber ausländischer Film), Gran Paradiso von Miguel Alexandre (Silber deutscher Film)
- GoEast: Das große Tier von Jerzy Stuhr und Menschen zweiter Klasse von Kira Muratowa
- Goldene Tulpe (Istanbul): Die Unberührbare von Oskar Roehler
- Guldbagge: Songs from the Second Floor von Roy Andersson
- Helmut-Käutner-Preis: Hannelore Hoger
- Hong Kong Film Awards: Tiger and Dragon von Ang Lee
- Independent Spirit Awards 2001: Tiger and Dragon von Ang Lee (Bester Film) und Dancer in the Dark von Lars von Trier (Bester ausländischer Film)
- Internationales Filmfestival Karlovy Vary: Die fabelhafte Welt der Amélie von Jean-Pierre Jeunet
- Konrad-Wolf-Preis: Agnès Varda
- Louis-Delluc-Preis: Intimacy von Patrice Chéreau
- Max-Ophüls-Preis: Das weisse Rauschen von Hans Weingartner
- MTV Movie Awards: Gladiator von Ridley Scott
- Nastro d’Argento: Das Zimmer meines Sohnes von Nanni Moretti und Billy Elliot – I Will Dance von Stephen Daldry
- National Society of Film Critics Award: Yi Yi – A One and a Two von Edward Yang
- People’s Choice Award: The Green Mile von Frank Darabont (Bester Film und Bestes Filmdrama), Meine Braut, ihr Vater und ich von Jay Roach (Beste Filmkomödie), Mel Gibson (Populärster Schauspieler), Julia Roberts (Populärste Schauspielerin)
- Political Film Society Award für Demokratie: The Majestic von Frank Darabont
- Political Film Society Award für Frieden: Lumumba von Raoul Peck
- Political Film Society Award für Menschenrechte: Focus von Neal Slavin
- Polnischer Filmpreis: Życie jako śmiertelna choroba przenoszona drogą płciową von Krzysztof Zanussi
- Preis der deutschen Filmkritik: Die innere Sicherheit von Christian Petzold
- Prix Lumières: Lust auf Anderes von Agnès Jaoui
- Robert: Die Bank von Per Fly (Bester dänischer Film), Tiger and Dragon von Ang Lee (Bester ausländischer Film ohne USA), American Beauty von Sam Mendes (Bester US-amerikanischer Film)
- Satellite Awards: In the Bedroom (Bester Film/Drama) und Moulin Rouge (Bester Film/Komödie-Musical)
- Schweizer Filmpreis: Azzurro von Denis Rabaglia
- Screen Actors Guild Awards: Benicio del Toro für Traffic – Macht des Kartells und Julia Roberts für Erin Brockovich; Preis für das Lebenswerk: Ossie Davis und Ruby Dee
- Internationales Filmfestival Shanghai: Startup von Peter Howitt
- Toronto International Film Festival: Die fabelhafte Welt der Amélie von Jean-Pierre Jeunet (Publikumspreis)
- Vancouver International Film Festival: Hass und Hoffnung – Kinder im Nahostkonflikt von Carlos Bolado, B. Z. Goldberg und Justine Shapiro
- Internationales Filmfestival Warschau: Italienisch für Anfänger von Lone Scherfig (Publikumspreis)
- Writers Guild of America Award: You Can Count on Me von Kenneth Lonergan (Bestes Originaldrehbuch), Traffic – Macht des Kartells von Stephen Gaghan (Bestes adaptiertes Drehbuch)

## Geburtstage

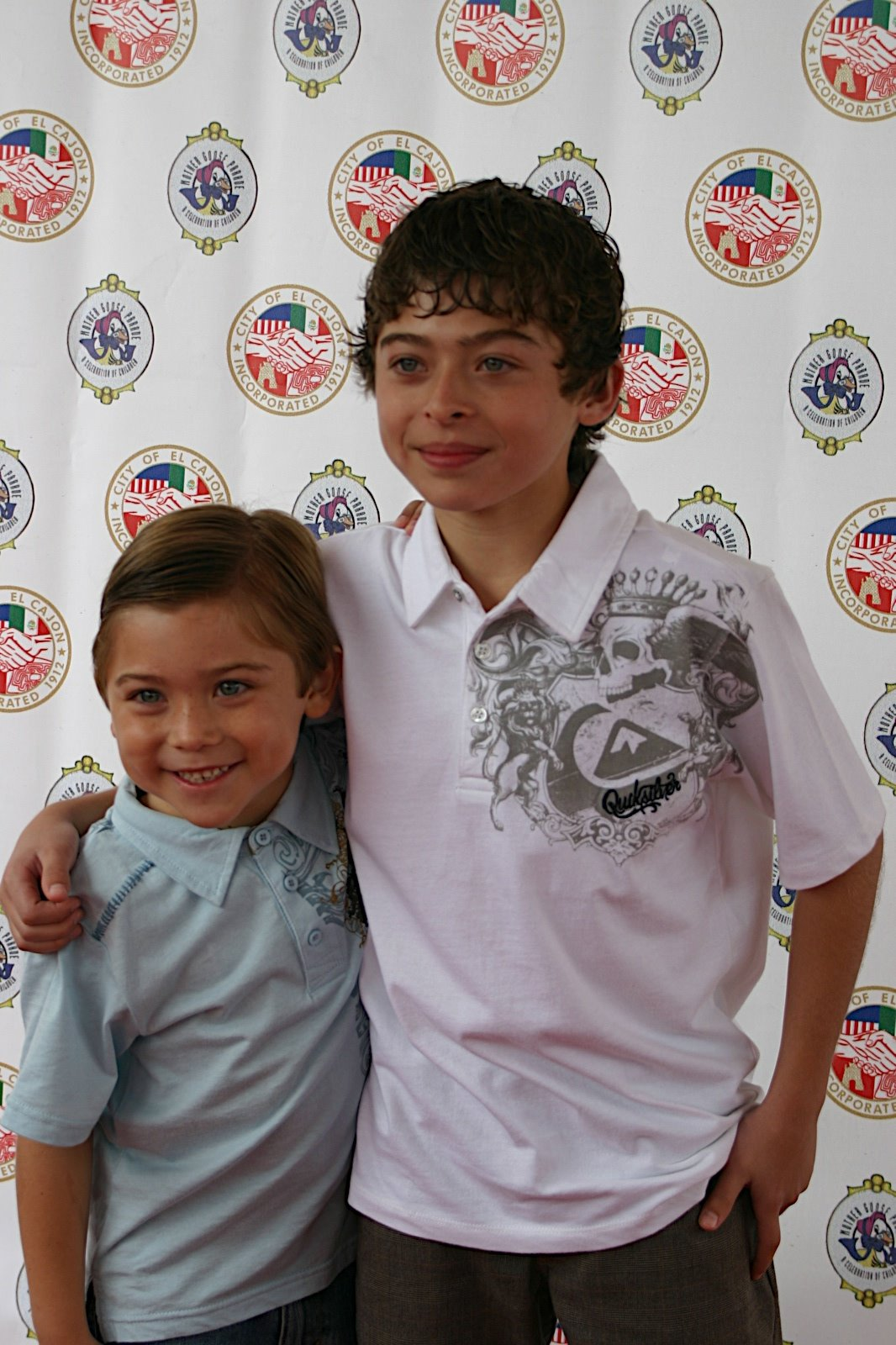
Raymond Ochoa (links) (* 12. Oktober)

### Januar bis Juni
- 13. Januar: Saron Degineh, deutsche Schauspielerin
- 14. Januar: Alexander Türk, deutscher Kinderdarsteller
- 21. Januar: Jackson Brundage, US-amerikanischer Kinderdarsteller

- 02. Februar: Connor Gibbs, US-amerikanischer Schauspieler
- 21. Februar: Isabella Acres, US-amerikanische Schauspielerin und Synchronsprecherin

- 06. März: Aryana Engineer, kanadische Schauspielerin
- 09. März: Tabea Willemsen, deutsche Schauspielerin
- 26. März: Ciara Riley Wilson, US-amerikanische Schauspielerin und Synchronsprecherin

- 14. April: Yannick Rau, deutscher Schauspieler
- 21. April: Maria Quezada, US-amerikanische Schauspielerin
- 23. April: Aniya Wendel, deutsche Schauspielerin

- 02. Mai: Paula Hartmann, deutsche Schauspielerin
- 03. Mai: Rachel Zegler, US-amerikanische Sängerin und Schauspielerin
- 16. Mai: Lilly von Klitzing (* 2001), deutsche Schauspielerin

- 01. Juni: Philipp Franck, deutscher Schauspieler
- 04. Juni: Philip Noah Schwarz, deutscher Schauspieler

### Juli bis Dezember
- 06. August: Ty Simpkins, US-amerikanischer Schauspieler
- 11. September: Mackenzie Aladjem, US-amerikanische Schauspielerin
- 19. September: Taylor Geare, US-amerikanische Schauspielerin
- 03. Oktober: Lotte Hanné, deutsche Schauspielerin
- 12. Oktober: Raymond Ochoa, US-amerikanischer Schauspieler und Synchronsprecher
- 13. Oktober: Caleb McLaughlin, US-amerikanischer Schauspieler
- 27. Oktober: Teilor Grubbs, US-amerikanische Schauspielerin und Model
- 09. November: Luna Schaller, deutsche Schauspielerin
- 28. Dezember: Madison De La Garza, US-amerikanische Schauspielerin

### Tag unbekannt
- Melody B. Choi, kanadische Schauspielerin

## Verstorbene

### Januar bis März
Januar

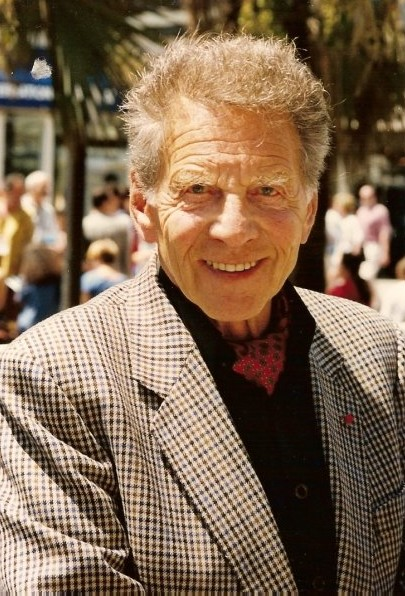
Jean-Pierre Aumont (1911–2001)

- 01. Januar: Hans-Günter Martens, deutscher Schauspieler (* 1930)
- 01. Januar: Ray Walston, US-amerikanischer Schauspieler (* 1914)
- 05. Januar: Nancy Parsons, US-amerikanische Schauspielerin (* 1942)
- 13. Januar: Genia Nikolajewa, russische Schauspielerin (* 1904)
- 21. Januar: Sandy Baron, US-amerikanischer Schauspieler (* 1937)
- 29. Januar: Jean-Pierre Aumont, französischer Schauspieler (* 1911)
- 30. Januar: Hartmut Reck, deutscher Schauspieler und Synchronsprecher (* 1932)
- 31. Januar: Evelyn Holt, deutsche Schauspielerin (* 1906)

Februar
- 05. Februar: Ljubomir Dimitrow, bulgarischer Schauspieler (* 1930)
- 12. Februar: Tiberio Mitri, italienischer Schauspieler (* 1926)
- 12. Februar: Kristina Söderbaum, schwedische Schauspielerin (* 1912)
- 15. Februar: Burt Kennedy, US-amerikanischer Regisseur (* 1922)
- 16. Februar: Howard W. Koch, US-amerikanischer Produzent (* 1916)
- 16. Februar: Helen Vita, deutsche Schauspielerin (* 1928)
- 19. Februar: Stanley Kramer, US-amerikanischer Produzent (* 1913)
- 23. Februar: Robert Enrico, französischer Regisseur (* 1931)
- 27. Februar: Ralf D. Bode, US-amerikanischer Kameramann (* 1941)

März
- 09. März: Giancarlo Prete, italienischer Schauspieler (* 1942)
- 13. März: John A. Alonzo, US-amerikanischer Kameramann (* 1934)
- 15. März: Ann Sothern, US-amerikanische Schauspielerin (* 1909)
- 16. März: Maria von Tasnady, ungarische Schauspielerin (* 1911)
- 17. März: Ralph Thomas, britischer Regisseur (* 1915)
- 21. März: Anthony Steel, britischer Schauspieler (* 1920)
- 22. März: William Hanna, US-amerikanischer Zeichentrickfilmer (* 1910)
- 24. März: Karl Schönböck, österreichischer Schauspieler (* 1909)
- 26. März: Piotr Sobociński, polnischer Kameramann (* 1958)

### April bis Juni
April

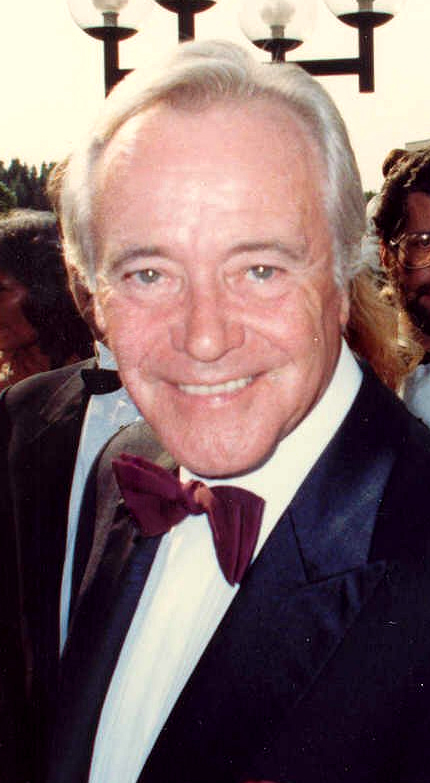
Jack Lemmon (1925–2001)

- 01. April: Larry Tucker, US-amerikanischer Schauspieler, Drehbuchautor und Produzent (* 1934)
- 07. April: David Graf, US-amerikanischer Schauspieler (* 1950)
- 07. April: Beatrice Straight, US-amerikanische Schauspielerin (* 1914)
- 10. April: Jean-Gabriel Albicocco, französischer Regisseur (* 1936)
- 14. April: Hiroshi Teshigahara, japanischer Regisseur (* 1927)
- 16. April: Klaus Kindler, deutscher Schauspieler und Synchronsprecher (* 1930)
- 16. April: Michael Ritchie, US-amerikanischer Regisseur (* 1938)
- 28. April: Ken Hughes, britischer Filmregisseur, Drehbuchautor und Filmproduzent (* 1922)
- 28. April: Evelyn Künneke, deutsche Schauspielerin (* 1921)

Mai
- 04. Mai: Arne Sucksdorff, schwedischer Regisseur (* 1917)
- 05. Mai: Mabel Karr, argentinische Schauspielerin (* 1934)
- 12. Mai: Perry Como, US-amerikanischer Schauspieler und Sänger (* 1912)
- 13. Mai: Jason Anthony Miller, US-amerikanischer Schauspieler (* 1939)
- 14. Mai: Mauro Bolognini, italienischer Regisseur (* 1922)
- 26. Mai: Anne Haney, US-amerikanische Schauspielerin (* 1934)
- 31. Mai: Arlene Francis, US-amerikanische Schauspielerin (* 1907)

Juni
- 03. Juni: Anthony Quinn, US-amerikanischer Schauspieler (* 1915)
- 04. Juni: Pierre Michaël, französischer Schauspieler (* 1932)
- 15. Juni: Henri Alekan, französischer Kameramann (* 1909)
- 21. Juni: Carroll O’Connor, US-amerikanischer Schauspieler (* 1924)
- 23. Juni: Corinne Calvet, französische Schauspielerin (* 1925)
- 25. Juni: Kurt Hoffmann, deutscher Regisseur (* 1910)
- 27. Juni: Chico O’Farrill, US-amerikanischer Komponist (* 1921)
- 27. Juni: Jack Lemmon, US-amerikanischer Schauspieler (* 1925)
- 28. Juni: Joan Sims, britische Schauspielerin (* 1930)

### Juli bis September
Juli

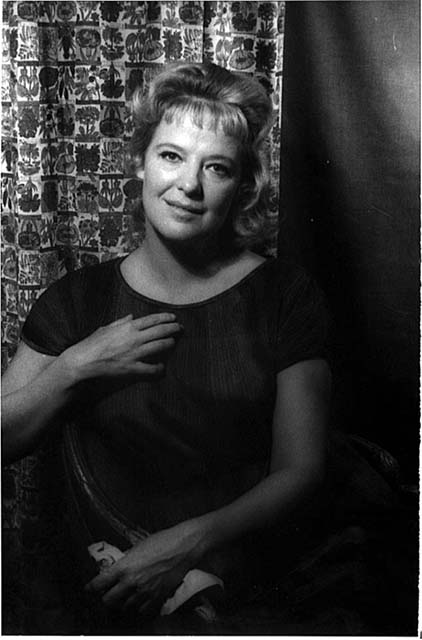
Kim Stanley (1925–2001)

- 02. Juli: Jack Gwillim, britischer Schauspieler (* 1909)
- 02. Juli: Gerhard Respondek, deutscher Drehbuchautor und Regisseur (* 1927)
- 03. Juli: Mordecai Richler, kanadischer Drehbuchautor (* 1931)
- 05. Juli: A. D. Flowers, US-amerikanische Filmtechniker und Fachmann für Spezialeffekte (* 1917)
- 10. Juli: Klaus Hein Fischer, deutscher Illustrator und Bühnenbildner (* 1936 o. 1937)
- 11. Juli: Adolf Dresen, deutscher Theaterregisseur und Schauspieler (* 1935)
- 13. Juli: Miguel Gila, spanischer Schauspieler (* 1919)
- 14. Juli: Agustín Navarro, spanischer Regisseur und Drehbuchautor (* 1926)
- 19. Juli: Paul Beeson, britischer Kameramann (* 1921)
- 26. Juli: Rudolf Nussgruber, österreichischer Regisseur (* 1918)
- 29. Juli: Alex Nicol, US-amerikanischer Schauspieler (* 1916)

August
- 03. August: Hans Holt, österreichischer Schauspieler (* 1909)
- 06. August: Robert Dunham, US-amerikanischer Schauspieler (* 1931)
- 20. August: Kim Stanley, US-amerikanische Schauspielerin (* 1925)
- 23. August: Kathleen Freeman, US-amerikanische Schauspielerin (* 1919)
- 24. August: Jane Greer, US-amerikanische Schauspielerin (* 1924)
- 25. August: John Chambers, US-amerikanischer Maskenbildner (* 1923)
- 25. August: Philippe Léotard, französischer Schauspieler (* 1940)
- 29. August: Francisco Rabal, spanischer Schauspieler (* 1926)

September
- 02. September: Troy Donahue, US-amerikanischer Schauspieler (* 1936)
- 03. September: Pauline Kael, US-amerikanische Filmkritikerin (* 1919)
- 09. September: Shinji Sōmai, japanischer Regisseur (* 1948)
- 12. September: Victor Wong, chinesisch-amerikanischer Schauspieler (* 1927)
- 13. September: Dorothy McGuire, US-amerikanische Schauspielerin (* 1916)
- 13. September: Charles Regnier, deutscher Schauspieler (* 1914)
- 15. September: Frederick de Cordova, US-amerikanischer Regisseur und Produzent (* 1910)
- 16. September: Samuel Z. Arkoff, US-amerikanischer Produzent (* 1918)
- 19. September: Trude Breitschopf, österreichische Schauspielerin (* 1915)
- 20. September: Gerd E. Schäfer, deutscher Schauspieler (* 1923)
- 28. September: Irene von Meyendorff, deutsche Schauspielerin (* 1916)
- 29. September: Gloria Foster, US-amerikanische Schauspielerin (* 1933)
- 29. September: Georg Schuchter, österreichischer Schauspieler (* 1952)
- 30. September: Luis Barboo, spanischer Schauspieler (* 1927)

### Oktober bis Dezember
Oktober
- 03. Oktober: Herbert Coleman, US-amerikanischer Produzent und Regisseur (* 1907)
- 09. Oktober: Herbert Ross, US-amerikanischer Regisseur (* 1927)
- 15. Oktober: Ralph Levy, US-amerikanischer Filmregisseur und Fernsehproduzent (* 1919)
- 16. Oktober: Juri Oserow, russischer Regisseur (* 1921)
- 19. Oktober: Ray Lovejoy, britischer Filmeditor (* 1939)
- 21. Oktober: Robert Winley, US-amerikanischer Schauspieler (* 1952)
- 26. Oktober: Gerhard Wohlgemuth, deutscher Komponist (* 1920)
- 29. Oktober: Grigori Tschuchrai, sowjetischer Drehbuchautor und Regisseur  (* 1921)
- 30. Oktober: Bruno Carstens, deutscher Schauspieler (* 1918)
- 30. Oktober: Ilse Kubaschewski, deutsche Filmverleiherin und Produzentin (* 1907)
- 30. Oktober: Marga Legal, deutsche Schauspielerin (* 1908)
- 30. Oktober: John Springer, US-amerikanische Presseagent, Filmhistoriker und Schriftsteller (* 1916)

November
- 02. November: Thomas Brasch, deutscher Schriftsteller und Regisseur (* 1945)
- 03. November: Carol Rubin, US-amerikanische Produzentin (* 1945)
- 05. November: Roy Boulting, britischer Produzent, Drehbuchautor und Regisseur (* 1913)
- 05. November: Monika Lätzsch, deutsche Schriftstellerin und Drehbuchautorin (* 1930)
- 07. November: Sachiko Hidari, japanische Schauspielerin (* 1930)
- 08. November: Yokoyama Ryūichi, japanischer Mangaka und Zeichentrickregisseur (* 1909)
- 21. November: Ralph Burns, US-amerikanischer Komponist (* 1922)
- 27. November: Jane Welsh, britische Schauspielerin (* 1905)
- 28. November: Gunnar Hellström, schwedischer Regisseur und Schauspieler (* 1928)
- 29. November: Budd Boetticher, US-amerikanischer Regisseur (* 1945)
- 30. November: Michael Lentz, deutscher Drehbuchautor und Regisseur (* 1926)

Dezember
- 01. Dezember: Danilo Donati, italienischer Kostüm- und Szenenbildner (* 1926)
- 07. Dezember: Subrata Mitra, indischer Kameramann (* 1930)
- 08. Dezember: Willi Burth, deutscher Filmtechnikpionier (* 1904)
- 10. Dezember: Ashok Kumar, indischer Schauspieler und Regisseur  (* 1911)
- 15. Dezember: Wilkie Cooper, britischer Kameramann (* 1911)
- 25. Dezember: Werner Achmann, deutscher Szenenbildner und Filmausstatter (* 1929)
- 26. Dezember: Paul Landres, US-amerikanischer Regisseur (* 1912)
- 26. Dezember: Nigel Hawthorne, britischer Schauspieler (* 1929)
- 31. Dezember: Paul Hubschmid, schweizerischer Schauspieler (* 1917)
- 31. Dezember: Eileen Heckart, US-amerikanische Schauspielerin (* 1919)